# Coffeeville, Alabama
Coffeeville là một thị trấn thuộc quận Clarke, tiểu bang Alabama, Hoa Kỳ. Dân số năm 2009 là 339 người, mật độ đạt 29 người/km².